# Allemagne au Concours Eurovision de la chanson 1975
L’Allemagne a participé au Concours Eurovision de la chanson 1975 le 22 mars à Stockholm. C'est la 20e participation allemande au Concours Eurovision de la chanson.
Le pays est représenté par Joy Fleming et la chanson Ein Lied kann eine Brücke sein, sélectionnés par la Hessischer Rundfunk à travers une finale nationale.

## Sélection

### Ein Lied für Stockholm
Comme les années précédentes, Hans-Otto Grünefeld, directeur du programme de Hessischer Rundfunk, charge les maisons de disques de soumettre des artistes et des chansons pour le tour préliminaire allemand. Au total, 15 artistes concourent avec leurs titres.
Cette année, les contributions sont chantées en direct par les interprètes. Un jury composé de 36 personnes vote pour le titre gagnant ; ses membres viennent de 9 villes de la République fédérale d'Allemagne : Baden-Baden, Berlin, Brême, Francfort-sur-le-Main, Hambourg, Cologne, Munich, Sarrebruck, Stuttgart.
Chacun des 9 jurys municipaux est composé d'exactement 4 personnes : un journaliste, un musicien, un amateur passionné de musique et un responsable de l'animation télévisée. Chaque membre du jury peut attribuer à chaque titre jusqu'à 5 points comme note la plus élevée. La somme totale résulte de l'addition des points attribués. En raison de contraintes de temps, les résultats des évaluations individuelles ne sont pas annoncés en détail, seul le nombre total de points obtenus par chaque titre est publié. Le vainqueur est annoncé une heure après la fin du tour préliminaire.

#### Finale
| Place | Présentation | Interprète         | Chanson Musique (M) et Texte (T)                                           | Points |
| ----- | ------------ | ------------------ | -------------------------------------------------------------------------- | ------ |
| 01.   | 06           | Joy Fleming        | Ein Lied kann eine Brücke sein M: Rainer Pietsch; T: Michael Holm          | 134    |
| 02.   | 02           | Peggy March        | Alles geht vorüber M: Ralph Siegel; T: Kurt Hertha                         | 128    |
| 03.   | 09           | Mary Roos          | Eine Liebe ist wie ein Lied M: Hans Blum; T: Ingetraut Blum                | 115    |
| 03.   | 13           | Love Generation    | Hör’ wieder Radio M: Peter Schirmann; T: Gisela Kieler                     | 115    |
| 05.   | 14           | Katja Ebstein      | Ich liebe dich M: Christian Bruhn; T: Michael Kunze                        | 110    |
| 06.   | 15           | Shuky & Aviva      | Du und ich und zwei Träume M: Rainer Maria Erhardt; T: Jean Frankfurter    | 108    |
| 07.   | 05           | Séverine           | Dreh dich im Kreisel der Zeit M: Peter Orloff; T: Elisabeth Bertram        | 094    |
| 07.   | 07           | Maggie Mae         | Die total verrückte Zeit M: Henry Mayer; T: Georg Buschor                  | 094    |
| 09.   | 12           | Jürgen Marcus      | Ein Lied zieht hinaus in die Welt M: Jack White; T: Fred Jay               | 090    |
| 10.   | 01           | Marianne Rosenberg | Er gehört zu mir M: Joachim Heider; T: Christian Heilburg                  | 086    |
| 11.   | 03           | Peter Horton       | Am Fuß der Leiter M: Günther Ress; T: Miriam Frances                       | 079    |
| 12.   | 04.          | Jokers             | San Francisco Symphonie M: Peter Martin; T: Werner Schüler                 | 057    |
| 13.   | 08           | Werner W. Becker   | Heut’ bin ich arm, heut’ bin ich reich M: Klaus Munro; T: Werner W. Becker | 054    |
| 14.   | 10           | Ricci Hohlt        | Du M: Chris Juwens; T: Joachim Relin                                       | 038    |
| 15.   | 11           | Ricky Gordon       | Sonja M: Rudi Edelmann; T: Angie Richter                                   | 037    |

## À l'Eurovision
La chanson passe en quatrième place lors de la soirée (suivant Et bonjour à toi l'artiste de Nicole Rieu pour la France et précédant Toi de Geraldine pour le Luxembourg). À la fin du vote, la chanson obtient 15 points, se plaçant 17e sur 19.

### Points attribués par l'Allemagne
| 12 points | Finlande    |
| 10 points | Royaume-Uni |
| 8 points  | Pays-Bas    |
| 7 points  | Belgique    |
| 6 points  | Suisse      |
| 5 points  | Espagne     |
| 4 points  | Italie      |
| 3 points  | Monaco      |
| 2 points  | Yougoslavie |
| 1 point   | Israël      |

### Points attribués à l'Allemagne
| 12 points | 10 points | 8 points     | 7 points | 6 points |
| --------- | --------- | ------------ | -------- | -------- |
|           |           | - Luxembourg |          |          |
| 5 points  | 4 points  | 3 points     | 2 points | 1 point  |
|           | - Espagne | - Malte      |          |          |